# 香川民主医療機関連合会
香川民主医療機関連合会（かがわみんしゅいりょうきかんれんごうかい）は、香川県における全日本民主医療機関連合会(民医連)の地方組織。
略称は、香川民医連。また、香川「県」民主医療機関連合会ではない。

## 概要
事務局は、高松市栗林町1-6-4に置く。

## 加盟法人
(この節の出典)
- 香川医療生活協同組合 - 高松市栗林町1-3-24
  - 高松平和病院 - 高松市栗林町1-4-1
  - 高松協同病院 - 高松市木太町4664
- 有限会社 かがわ保健企画(薬局法人) - 高松市栗林町1-6-1